# پیتر کایوتی
پیتر کایوتی (انگلیسی: Peter Coyote؛ زاده ۱۰ اکتبر ۱۹۴۱) یک هنرپیشه اهل ایالات متحده آمریکا است.
از فیلم‌ها یا برنامه‌های تلویزیونی که وی در آن نقش داشته‌است می‌توان به ئی.تی. موجود فرازمینی اشاره کرد.

## فیلم‌شناسی
برخی از فیلم‌ها یا برنامه‌های تلویزیونی که وی در آن نقش داشته‌است عبارتند از:
- ئی.تی. موجود فرازمینی
- دی دی هالیوود
- پیاده‌روی به‌یادماندنی
- ارین براکویچ
- ۴۴۰۰
- ماه تلخ
- پچ آدامز
- کُره
- زن اغواگر
- مهتاب و والنتینو
- قلب تصادفی (۱۹۹۹)
- ۱ مایل تا تو
- یک زن تنها
- پنج دلار در روز
- یک مرد عاشق
- قلب‌های ناراست